# Salvatore Mastroieni
Salvatore (Arturo) Mastroieni (Sant'Alessio Siculo, 5 marzo 1914 – Sant'Alessio Siculo, 25 agosto 1996) è stato un mezzofondista italiano.

## Biografia
Nel 1934 si classificò quinto nei 5000 metri piani ai primi campionati europei di Torino dopo aver vinto la medaglia d'oro sulla stessa distanza ai campionati italiani assoluti lo stesso anno.
Nel 1936 prese parte ai Giochi olimpici di Berlino, ma non superò le batterie di qualificazione nei 5 000 metri piani.

## Palmarès
| Anno | Manifestazione  | Sede    | Evento       | Risultato | Prestazione | Note |
| ---- | --------------- | ------- | ------------ | --------- | ----------- | ---- |
| 1934 | Europei         | Torino  | 5000 m piani | 5º        | 15'00"6     |      |
| 1936 | Giochi olimpici | Berlino | 5000 m piani | Batteria  | 15'02"2     |      |

## Campionati nazionali
- 1 volta campione italiano assoluto dei 5000 m piani (1934)

1933
- Bronzo ai campionati italiani assoluti, 5000 m piani - 15'31"1/5

1934
- Oro ai campionati italiani assoluti, 5000 m piani - 15'25"6

1935
- Bronzo ai campionati italiani assoluti, 1500 m piani - 4'02"4

1936
- Argento ai campionati italiani assoluti, 1500 m piani - 4'01"4

1938
- Argento ai campionati italiani assoluti, 5000 m piani - 15'14"4

1939
- Argento ai campionati italiani assoluti, 5000 m piani - 15'30"2

1940
- Argento ai campionati italiani assoluti, 5000 m piani - 15'09"8

1941
- Argento ai campionati italiani assoluti, 5000 m piani - 15'00"8